# Discophora despoliata
Discophora despoliata är en fjärilsart som beskrevs av Hans Ferdinand Emil Julius Stichel 1902. Discophora despoliata ingår i släktet Discophora och familjen praktfjärilar. Inga underarter finns listade i Catalogue of Life.